# 波田善夫
波田 善夫（はだ よしお、1948年1月13日 - ）は、日本の生物学者。専門は植物生態学。理学博士。岡山理科大学第7代学長。

## 研究
長期間にわたり永久方形区および帯状測定区による湿原植生の定点観察手法を確立し、特に国指定天然記念物「鯉ヶ窪湿原」の保全活動に長く従事している。また、『生態学事典』（共立出版, 2003）などの著作により、植生学の体系化に貢献した。

## 経歴
- 1972年: 広島大学理学部生物学科卒業。
- 1972年: 岡山理科大学理学部助手。
- 1979年: 理学博士（広島大学）。
- 1979年: 岡山理科大学理学部講師。
- 1986年: 岡山理科大学教養部助教授。
- 1992年: 岡山理科大学理学部教授。
- 1997年: 岡山理科大学総合情報学部生物地球システム学科教授。
- 2001年 - 2004年: 岡山理科大学総合情報学部学部長。
- 2004年 - 2006年: 岡山理科大学自然植物園園長。
- 2006年 - 2008年: 岡山理科大学副学長。
- 2008年: 岡山理科大学学長。
- 2023年: 瑞宝中綬章受章[3][4]